# Championnat d'Inde féminin de football 2021-2022
Navigation
Édition précédente Édition suivante
La saison 2021-2022 du Championnat d'Inde féminin de football est la cinquième saison du championnat. Le Gokulam Kerala, tenant du titre, remet sa couronne en jeu. Après avoir remporté le tournoi de qualifications qui se tenait à New Delhi, le ARA FC rejoint la compétition.

## Participants
| \| ARA Hans Gokulam Kerala Kickstart PIFA Sports Mata Rukmani Sethu Shirvodem SSB Bhubaneswar Équipes de Bubanheswar · et Cuttack: · Indian Arrows · Odisha Police · Sports Odisha \| Localisation des clubs engagés dans le championnat. |
| ARA Hans Gokulam Kerala Kickstart PIFA Sports Mata Rukmani Sethu Shirvodem SSB Bhubaneswar Équipes de Bubanheswar · et Cuttack: · Indian Arrows · Odisha Police · Sports Odisha                                                           |

| Nom du club             | Ville       | État               |
| ----------------------- | ----------- | ------------------ |
| ARA FC                  | Ahmedabad   | Gujarat            |
| Gokulam Kerala          | Kozhikode   | Kerala             |
| Hans WFC                | New Delhi   | Delhi              |
| Indian Arrows           | Bhubaneswar | Odisha             |
| Kickstart FC            | Bengaluru   | Karnataka          |
| Mata Rukmani FC         | Bastar      | Chhattisgarh       |
| Odisha Police           | Cuttack     | Odisha             |
| PIFA Sports             | Mumbai      | Maharashtra        |
| Sethu                   | Madurai     | Tamil Nadu         |
| Sirvodem Sporting       | Salcete     | Goa                |
| Sports Odisha           | Bhubaneswar | Odisha             |
| Sashastra Seema Bal WFC | Kolkata     | Bengale-Occidental |

## Compétition
Les douze équipes sont placées dans une poule unique, au sein de laquelle elles s'affrontent une fois chacune. L'équipe la mieux classée remporte le championnat. Les matches se déroulent à Bhubaneswar (Odisha).

### Classement
| Rang | Équipe              | Pts | J  | G  | N | P  | Bp | Bc | Diff |
| ---- | ------------------- | --- | -- | -- | - | -- | -- | -- | ---- |
| 1    | Gokulam Kerala FC T | 33  | 11 | 11 | 0 | 0  | 66 | 4  | +62  |
| 2    | Sethu FC            | 30  | 11 | 10 | 0 | 1  | 42 | 6  | +36  |
| 3    | Kickstart FC        | 27  | 11 | 9  | 0 | 2  | 33 | 8  | +25  |
| 4    | Sports Odisha       | 20  | 11 | 6  | 2 | 3  | 34 | 16 | +18  |
| 5    | Indian Arrows       | 19  | 9  | 6  | 1 | 4  | 25 | 9  | +16  |
| 6    | SSB WFC             | 16  | 11 | 5  | 1 | 5  | 29 | 22 | +7   |
| 7    | PIFA Sports         | 14  | 11 | 4  | 2 | 5  | 17 | 25 | -8   |
| 8    | ARA FC              | 13  | 11 | 4  | 1 | 6  | 18 | 26 | -8   |
| 9    | Sirvodem            | 10  | 11 | 3  | 1 | 7  | 13 | 36 | -23  |
| 10   | Odisha Police       | 6   | 11 | 2  | 0 | 9  | 9  | 38 | -29  |
| 11   | Mata Rukmani FC     | 3   | 11 | 1  | 0 | 10 | 7  | 60 | -53  |
| 12   | Hans WFC            | 3   | 11 | 1  | 0 | 10 | 7  | 50 | -43  |

## Statistiques individuelles
Source.
|    | Joueuse              | Club           | Buts |
| -- | -------------------- | -------------- | ---- |
| 1. | Elshaddai Acheampong | Gokulam Kerala | 20   |
| 2. | Manisha Kalyan (en)  | Gokulam Kerala | 14   |
| 3. | Pyari Xaxa (en)      | Sports Odisha  | 12   |
| 3. | Priyangka Devi       | Indian Arrows  | 9    |
| 3. | Dular Marandi        | SSB WFC        | 9    |